# 新华街道 (驻马店市)
新华街道，是中华人民共和国河南省驻马店市驿城区下辖的一个乡镇级行政单位。

## 行政区划
新华街道下辖以下地区：
风光社区、富强社区和新华社区。